# Montécheroux
Montécheroux település Franciaországban, Doubs megyében. Lakosainak száma 557 fő (2022. január 1.). Montécheroux Pierrefontaine-lès-Blamont, Chamesol, Liebvillers, Noirefontaine, Pont-de-Roide-Vermondans és Saint-Hippolyte községekkel határos.

## Népesség
A település népességének változása:
| Lakosok száma | 550  | 571  | 548  | 568  | 585  | 581  | 557  | 549  | 546  | 557  |
|               | 1968 | 1982 | 1990 | 2006 | 2013 | 2015 | 2017 | 2019 | 2020 | 2022 |